# Александр-Теофіл Вандермонд
Алекса́ндр-Теофі́л Вандермонд (фр. Alexandre-Théophile Vandermonde; 28 лютого 1735, Париж — 1 січня 1796, там само) — французький музикант і математик. Відомий переважно завдяки роботам з вищої алгебри, особливо з теорії детермінантів.
Член Паризької академії наук.

## Життєпис
Головним захопленням Вандермонда була музика — він грав на скрипці, а до математики звернувся лише в 35 років. 1771 року Вандермонда, після написання його першої статті («Mémoire sur la résolution des équations»), в якій він дослідив симетричні функції і розв'язки колових поліномів, досить несподівано обрано до Паризької академії наук. Ця робота випередила теорію Галуа, що з'явилася пізніше. Як заявив 1888 року Леопольд Кронекер, з першої роботи Вандермонда почалася сучасна алгебра. Коші також стверджував, що основні ідеї теорії груп належать Вандермонду, а не Лагранжу.
Протягом наступного року вийшло ще три статті Вандермонда, які виявилися всім його внеском у розвиток математики. Статтю «Remarques sur des problèmes de situation» (1771) присвячено задачі про хід коня, «Mémoire sur des irrationnelles de différents ordres avec une application au cercle» (1772) — комбінаториці, а в роботі «Mémoire sur l'élimination»(1772) закладено основи теорії детермінантів, причому визначника Вандермонда явно в ній не згадано.
На честь Вандермонда названо спеціальний клас матриць — матриці Вандермонда, а також елементарну рівність у комбінаториці — згортка Вандермонда.
1777 року Вандермонд опублікував результати експериментів, виконаних спільно з Безу і Лавуазьє, з низькими температурами, зокрема дослідження ефектів особливо сильних морозів 1776 року. Через 10 років, у співпраці з Гаспаром Монжом і Бертолле, Вандермонд написав дві статті щодо виробництва сталі, метою яких було поліпшення якості сталі для багнетів.